# Jeremiah B. Howell

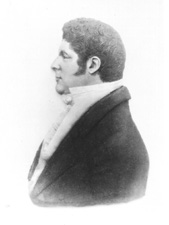
Jeremiah B. Howell

Jeremiah Brown Howell, född 28 augusti 1771 i Providence, Rhode Island, död 5 februari 1822 i Providence, Rhode Island, var en amerikansk politiker (demokrat-republikan). Han representerade delstaten Rhode Island i USA:s senat 1811-1817. Fadern David Howell var ledamot av kontinentala kongressen 1782-1785.
Howell utexaminerades 1789 från Rhode Island College (numera Brown University). Han studerade sedan juridik och inledde 1793 sin karriär som advokat i Providence.
Howell efterträdde 1811 Elisha Mathewson som senator för Rhode Island. Han efterträddes sex år senare av James Burrill.
Howells grav finns på North Burial Ground i Providence.